# XForms
XForms é a linguagem proposta pela W3C para substituir o atual formato de formulário HTML. Ela provê funcionalidades como validação de campos e integração com serviços web como XML-RPC e SOAP além de ser independente de dispositivos. 